# NGC 227
NGC 227 est une galaxie lenticulaire située dans la constellation de la Baleine. NGC 227 a été découverte par l'astronome germano-britannique William Herschel en 1785.

## Caractéristiques
Sa vitesse par rapport au fond diffus cosmologique est de 5 030 ± 28 km/s, ce qui correspond à une distance de Hubble de 74,2 ± 5,2 Mpc (∼242 millions d'al).
À ce jour, huit mesures non basées sur le décalage vers le rouge (redshift) donnent une distance de 68,013 ± 22,761 Mpc (∼222 millions d'al), ce qui est à l'intérieur des valeurs de la distance de Hubble. Notons cependant que c'est avec la valeur moyenne des mesures indépendantes, lorsqu'elles existent, que la base de données NASA/IPAC calcule le diamètre d'une galaxie et qu'en conséquence le diamètre de NGC 227 pourrait être d'environ 36,7 kpc (∼120 000 al) si on utilisait la distance de Hubble pour le calculer.

## Paire de galaxies
Les galaxies NGC 227 et UGC 439 (notée 0038-0159 dans l'article d’Abraham Mahtessian pour la galaxie CGCG 0038.9-0159) forment une paire de galaxies.